# Ultimate Pet Shop Boys
Albums de Pet Shop Boys
Pandemonium
(2010) The Most Incredible Thing
(14 mars 2011)
Ultimate Pet Shop Boys,, est une compilation célébrant les 25 ans du groupe, éditée le 1er novembre 2010.

## Format et éditions
La version standard regroupe, dans un ordre chronologique, 19 titres dont l'inédit Together. L'édition Deluxe est enrichie d'un DVD regroupant 25 vidéos sous le titre BBC TV Performances ainsi que le concert enregistré au festival de Glastonbury le 26 juin 2010 (20 titres),. Un jour avant sa sortie officielle, l'album était déjà disponible en téléchargement numérique.

## Ultimate Pet Shop Boys

### CD
| No  | Titre                                                         | Auteur                                                                      | Durée |
| --- | ------------------------------------------------------------- | --------------------------------------------------------------------------- | ----- |
| 1.  | West End Girls                                                | Neil Tennant/Chris Lowe                                                     | 4:05  |
| 2.  | Suburbia                                                      | Neil Tennant/Chris Lowe                                                     | 4:02  |
| 3.  | It's a Sin                                                    | Neil Tennant/Chris Lowe                                                     | 5:00  |
| 4.  | What Have I Done to Deserve This? (avec Dusty Springfield)    | Neil Tennant/Chris Lowe/Allee Willis                                        | 4:20  |
| 5.  | Always on My Mind                                             | Johnny Christopher/Mark James/Wayne Carson                                  | 3:58  |
| 6.  | Heart                                                         | Neil Tennant/Chris Lowe                                                     | 4:17  |
| 7.  | Domino Dancing                                                | Neil Tennant/Chris Lowe                                                     | 4:18  |
| 8.  | Left to My Own Devices                                        | Neil Tennant/Chris Lowe                                                     | 4:45  |
| 9.  | Being Boring                                                  | Neil Tennant/Chris Lowe                                                     | 4:51  |
| 10. | Where the Streets Have No Name (I Can't Take My Eyes Off You) | Adam Clayton/Bono/Larry Mullen Jr./The Edge/Bob Crewe/Bob Gaudio            | 4:32  |
| 11. | Go West                                                       | Jacques Morali/Henri Belolo/Victor Willis/ Neil Tennant/Chris Lowe          | 5:02  |
| 12. | Before                                                        | Neil Tennant/Chris Lowe                                                     | 4:06  |
| 13. | Se a vida é (That's the Way Life Is)                          | Neil Tennant/Chris Lowe                                                     | 4:01  |
| 14. | New York City Boy                                             | Neil Tennant/Chris Lowe]                                                    | 3:20  |
| 15. | Home and Dry                                                  | Neil Tennant/Chris Lowe                                                     | 3:58  |
| 16. | Miracles                                                      | Neil Tennant/Chris Lowe/Adam F/Dan Fresh Stein                              | 3:55  |
| 17. | I'm with Stupid                                               | Neil Tennant/Chris Lowe                                                     | 3:27  |
| 18. | Love Etc.                                                     | Neil Tennant/Chris Lowe/Brian Higgins/Miranda Cooper/Owen Parker/Tim Powell | 3:32  |
| 19. | Together                                                      | Neil Tennant/Chris Lowe/Tim Powell                                          | 3:20  |

## Ultimate Pet Shop Boys - Deluxe Edition
Ultimate Pet Shop Boys - Deluxe Edition est la version deluxe de la même compilation. Elle comprend les mêmes titres que la version standard mais elle est accompagnée d'un DVD comprenant 25 vidéos BBC TV Performances ainsi qu'un concert de 20 titres enregistré au festival de Glastonbury le 26 juin 2010.

### Titres CD
| No  | Titre                                                         | Auteur                                                                      | Durée |
| --- | ------------------------------------------------------------- | --------------------------------------------------------------------------- | ----- |
| 1.  | West End Girls                                                | Neil Tennant/Chris Lowe                                                     | 4:05  |
| 2.  | Suburbia                                                      | Neil Tennant/Chris Lowe                                                     | 4:02  |
| 3.  | It's a Sin                                                    | Neil Tennant/Chris Lowe                                                     | 5:00  |
| 4.  | What Have I Done to Deserve This? (avec Dusty Springfield)    | Neil Tennant/Chris Lowe/Allee Willis                                        | 4:20  |
| 5.  | Always on My Mind                                             | Johnny Christopher/Mark James/Wayne Carson                                  | 3:58  |
| 6.  | Heart                                                         | Neil Tennant/Chris Lowe                                                     | 4:17  |
| 7.  | Domino Dancing                                                | Neil Tennant/Chris Lowe                                                     | 4:18  |
| 8.  | Left to My Own Devices                                        | Neil Tennant/Chris Lowe                                                     | 4:45  |
| 9.  | Being Boring                                                  | Neil Tennant/Chris Lowe                                                     | 4:51  |
| 10. | Where the Streets Have No Name (I Can't Take My Eyes Off You) | Adam Clayton/Bono/Larry Mullen Jr./The Edge/Bob Crewe/Bob Gaudio            | 4:32  |
| 11. | Go West                                                       | Jacques Morali/Henri Belolo/Victor Willis/ Neil Tennant/Chris Lowe          | 5:02  |
| 12. | Before                                                        | Neil Tennant/Chris Lowe                                                     | 4:06  |
| 13. | Se a vida é (That's the Way Life Is)                          | Neil Tennant/Chris Lowe                                                     | 4:01  |
| 14. | New York City Boy                                             | Chris Lowe/David Morales/Neil Tennant                                       | 3:20  |
| 15. | Home and Dry                                                  | Neil Tennant/Chris Lowe                                                     | 3:58  |
| 16. | Miracles                                                      | Neil Tennant/Chris Lowe/Adam F/Dan Fresh Stein                              | 3:55  |
| 17. | I'm with Stupid                                               | Neil Tennant/Chris Lowe                                                     | 3:27  |
| 18. | Love Etc.                                                     | Neil Tennant/Chris Lowe/Brian Higgins/Miranda Cooper/Owen Parker/Tim Powell | 3:32  |
| 19. | Together                                                      | Neil Tennant/Chris Lowe/Tim Powell                                          | 3:20  |

### DVD

#### BBC Performances
| No  | Titre                                                      | Auteur                                         | Durée |
| --- | ---------------------------------------------------------- | ---------------------------------------------- | ----- |
| 1.  | West End Girls                                             | Neil Tennant/Chris Lowe                        | 3:40  |
| 2.  | Love Comes Quickly                                         | Neil Tennant/Chris Lowe/Stephen Hague          | 3:40  |
| 3.  | Opportunities                                              | Neil Tennant/Chris Lowe                        | 4:12  |
| 4.  | Suburbia                                                   | Neil Tennant/Chris Lowe                        | 3:37  |
| 5.  | It's a Sin                                                 | Neil Tennant/Chris Lowe                        | 3:42  |
| 6.  | Rent                                                       | Neil Tennant/Chris Lowe                        | 3:17  |
| 7.  | Always on My Mind                                          | Johnny Christopher/Mark James/Wayne Carson     | 3:25  |
| 8.  | What Have I Done To Deserve This? (with Dusty Springfield) | Neil Tennant/Chris Lowe/Allee Willis           | 4:31  |
| 9.  | Heart                                                      | Neil Tennant/Chris Lowe                        | 3:45  |
| 10. | Domino Dancing                                             | Neil Tennant/Chris Lowe                        | 3;52  |
| 11. | Left to My Own Devices                                     | Neil Tennant/Chris Lowe                        | 4:18  |
| 12. | So Hard                                                    | Neil Tennant/Chris Lowe                        | 4:00  |
| 13. | Being Boring                                               | Neil Tennant/Chris Lowe                        | 2:57  |
| 14. | Can You Forgive Her?                                       | Neil Tennant/Chris Lowe                        | 3:09  |
| 15. | Liberation                                                 | Neil Tennant/Chris Lowe                        | 3:41  |
| 16. | Paninaro '95                                               | Neil Tennant/Chris Lowe                        | 2:36  |
| 17. | Se a vida é (That's the Way Life Is)                       | Neil Tennant/Chris Lowe                        | 2:57  |
| 18. | A Red Letter Day                                           | Neil Tennant/Chris Lowe                        | 3:03  |
| 19. | Somewhere                                                  | Leonard Bernstein/Stephen Sondheim             | 3:35  |
| 20. | I Don't Know What You Want But I Can't Give It Anymore     | Neil Tennant/Chris Lowe                        | 3:47  |
| 21. | New York City Boy                                          | Chris Lowe/David Morales/Neil Tennant          | 3:59  |
| 22. | You Only Tell Me You Love Me When You're Drunk             | Neil Tennant/Chris Lowe                        | 3:12  |
| 23. | Home and Dry                                               | Neil Tennant/Chris Lowe                        | 3:11  |
| 24. | I Get Along                                                | Neil Tennant/Chris Lowe                        | 3:56  |
| 25. | Miracles                                                   | Adam F/Chris Lowe/Neil Tennant/Dan Fresh Stein | 2:52  |
| 26. | Flamboyant                                                 | Neil Tennant/Chris Lowe                        | 3:01  |
| 27. | I'm with Stupid                                            | Neil Tennant/Chris Lowe                        | 3:29  |

#### Glastonbury Festival 2010
| No  | Titre                                                      | Auteur | Durée |
| --- | ---------------------------------------------------------- | --- | ----- |
| 1.  | More Than a Dream / Heart                                  | Neil Tennant/Chris Lowe/Brian Higgins/Miranda Cooper/Jason Resch/Kieran Jones / Neil Tennant/Chris Lowe                             | 4:27  |
| 2.  | Did You See Me Coming?                                     | Neil Tennant/Chris Lowe | 4:09  |
| 3.  | Love Etc.                                                  | Neil Tennant/Chris Lowe/Brian Higgins/Miranda Cooper/Owen Parker/Tim Powell                                                         | 3:15  |
| 4.  | Building a Wall                                            | Neil Tennant/Chris Lowe | 1:53  |
| 5.  | Go West                                                    | Chris Lowe/Henri Belolo/Jacques Morali/ Neil Tennant/Chris Lowe                                                                     | 3:52  |
| 6.  | Two Divided By Zero                                        | Neil Tennant/Bobby Orlando | 3:46  |
| 7.  | Why Don't We Live Together?                                | Neil Tennant/Chris Lowe | 4:21  |
| 8.  | New York City Boy                                          | Chris Lowe/David Morales/Neil Tennant                                                                                               | 2:49  |
| 9.  | Always on My Mind                                          | Johnny Christopher/Mark James/Wayne Carson Thompson                                                                                 | 3:46  |
| 10. | Closer to Heaven / Left to My Own Devices                  | Neil Tennant/Chris Lowe | 5:47  |
| 11. | Do I Have To?                                              | Neil Tennant/Chris Lowe | 3/52  |
| 12. | King's Cross                                               | Neil Tennant/Chris Lowe | 4:15  |
| 13. | Jealousy                                                   | Neil Tennant/Chris Lowe | 4:29  |
| 14. | Suburbia                                                   | Neil Tennant/Chris Lowe | 5:25  |
| 15. | What Have I Done To Deserve This? (with Dusty Springfield) | Neil Tennant/Chris Lowe/Allee Willis                                                                                                | 4:37  |
| 16. | All Over the World                                         | Neil Tennant/Chris Lowe, ainsi qu'un sample non crédité de Tchaikovsky                                                              | 3:41  |
| 17. | Se a vida é / Discoteca / Domino Dancing / Viva la Vida    | Ademario/Chris Lowe/Negro Do Barbalho/Wellington Epiderme Negra/Neil Tennant/Guy Berryman/Jonny Buckland/Will Champion/Chris Martin | 3:25  |
| 18. | It's a Sin                                                 | Neil Tennant/Chris Lowe | 6:36  |
| 19. | Being Boring                                               | Neil Tennant/Chris Lowe | 6:00  |
| 20. | West End Girls                                             | Neil Tennant/Chris Lowe | 5:25  |